# Mar nero (film)
(Gemma)
Mar Nero è un film del 2008 diretto da Federico Bondi.

## Trama
Gemma è una donna anziana rimasta vedova da pochi giorni. Per questo suo figlio decide di affidarla ad una badante, Angela, da poco arrivata in Italia lasciando la sua famiglia in Romania. Dopo un inizio difficile a causa del carattere duro di Gemma, tra le due nasce un particolare rapporto di affetto tanto che, nel momento in cui Angela non riceve più notizie del marito e decide di partire per la Romania a cercarlo, Gemma si offre di accompagnarla.

## Distribuzione
Il film è stato proiettato nelle sale italiane a partire dal 30 gennaio 2009.
In Italia al box Office Mar Nero ha incassato 125.000 euro
È uscito in versione limitata anche in Francia, Germania, Spagna e Svizzera

## Critica
In contrapposizione ad un successo di pubblico limitato, complice una distribuzione piuttosto debole, la pellicola ha ottenuto un ottimo riscontro dalla critica in occasione del Festival internazionale del film di Locarno dove Ilaria Occhini è stata premiata con il Pardo per la Migliore Interpretazione Femminile.

## Riconoscimenti
- 2009 - David di Donatello
  - Nomination Migliore attrice protagonista a Ilaria Occhini
- 2009 - Nastro d'argento
  - Nomination Miglior regista esordiente a Federico Bondi
- 2008 - Festival internazionale del film di Locarno
  - Miglior interpretazione femminile a Ilaria Occhini
  - Nomination Pardo d'oro a Federico Bondi